# بات هانراهان
بات هانراهان (بالإنجليزية: Pat Hanrahan)‏ (مواليد 1954) هو باحث أمريكي في رسومات الكمبيوتر، وأستاذ علوم الكمبيوتر و الهندسة الكهربائية في كانون الولايات المتحدة الأمريكية في مختبر رسومات الحاسوب بجامعة ستانفورد. يركز بحثه على خوارزميات العرض، ووحدات معالجة الرسومات، وكذلك التوضيح العلمي والتصور. حصل على العديد من الجوائز، بما في ذلك جائزة تورنغ لعام 2019.

## وصلات خارجية
- بات هانراهان على موقع IMDb (الإنجليزية)